# Matiaszów-Staszówek
Matiaszów-Staszówek (do 31 grudnia 2001 roku Staszówek) – kolonia w Polsce, w województwie świętokrzyskim, w powiecie staszowskim, w gminie Osiek. 
Do 2023 miejscowość była przysiółkiem wsi Matiaszów.
Przysiółek należy do należy do sołectwa Matiaszów.
Historia tego przysiółka jest stosunkowo młoda, na przełomie XIX i XX wieku było to miejsce rosyjskiego kordonu, jako że Wisła stanowiła granicę zaborów. Wcześniej, od XV lub XVI w. znajdowała się tu odrębna wieś Kępa Zaduska; zanikła w latach 70. XIX wieku.
W latach 1975–1998 miejscowość administracyjnie należała do województwa tarnobrzeskiego.